# Копичай Іван Васильович
Копичай Іван Васильович (нар.24 травня 1937, Зарічне, Покровський район, Дніпропетровська область — 7 серпня 2009) — генеральний директор ТОВ «Дружба» (з грудня 1999). Герой України.

## Життєпис
Народився 24 травня 1937 року в селі Зарічне Покровського району Дніпропетровської області в родині колгоспників. Закінчив заочно агрономічний факультет Дніпропетровського сільськогосподарського інституту.
У 1951—1953 роках працював в колгоспі, причіплювачем в Мечетнянській машинно-тракторній станції. З жовтня 1953 року — курсант Межівського СПТУ № 6. З квітня 1954 року — механізатор Мечетнянської машинно-тракторної станції, з квітня 1961 року — бригадир тракторної бригади, з грудня 1961 року — бригадир комплексної бригади колгоспу імені Кірова.
З вересня 1964 року — слухач Кіровоградської радянсько-партійної школи. З серпня 1967 року — головний агроном, заступник голови колгоспу. З червня 1971 року — голова Романківської сільської ради. З грудня 1971 року — голова колгоспу «Дружба» (з грудня 1999 року — генеральний директор ТОВ «Дружба») села Орли Покровського району Дніпропетровської області.
Колгосп «Дружба» Копичай прийняв з мільйонними боргами. Тож, насамперед, почав із повної заміни кадрів, підібрав собі команду, почав вивчати нові форми та методи господарювання, запровадив госпрозрахунок. 1973 року колгосп почав жити за власні кошти, а невдовзі «Дружба» вийшла майже на стовідсоткову рентабельність, почала отримувати нечувані на той час прибутки, і це з найменшою кількістю працівників.
1973 року за врятування колгоспу Копичай отримав свій перший орден Трудового Червоного Прапора. Під його керівництвом «Дружба» постійно розвивалася, сіяла зернові та технічні культури, переоснащувалася сучасною імпортною технікою.
Указом Президента України Леоніда Кучми № 246/2002 від 15 березня 2002 року за визначні особисті заслуги перед Українською державою у розвитку сільського господарства, впровадження сучасних форм господарювання генеральному директору товариства «Дружба» Покровського району Дніпропетровської області Івану Васильовичу Копичаю присвоєно звання Герой України з врученням ордена Держави.
Помер 7 серпня 2009 року. Похований у селі Орли Покровського району Дніпропетровської області.

## Нагороди, пам'ять
- Два ордени Трудового Червоного Прапора (1973, 1977),
- медаль «Ветеран праці» (1985).
- 24 травня 2011 року на фасаді контори «Дружба» у селі Орли відкрито меморіальну дошку Іванові.[1]